# Lara Dutta
Lara Dutta Bhupathi (Ghazibad, 16 de abril de 1978) é uma atriz e rainha da beleza indiana, Miss Universo 2000, eleita na edição realizada na cidade de Nicósia, em Chipre. Após seu reinado, tonou-se uma das mais famosas atrizes de cinema e personalidade da indústria cinematográfica indiana baseada em Bollywood.

## Miss
Filha de um aviador militar, Lara estreou em concursos de beleza aos 17 anos, quando participou e venceu o Gladrags Megamodel na Índia. Com esta coroa, ela conquistou o direito de representar o país no Miss Intercontinental de 1997, que também venceu. Três anos depois, foi coroada Femina Miss India Universo, o que a fez representar a Índia no Miss Universo daquele ano.
Em Nicósia, ela tornou-se a mulher "a ser batida" pela grande beleza e inteligência em suas declarações à imprensa. Na entrevista final, conseguiu a mais alta pontuação dos jurados na história até então do Miss Universo - 9,99 - quando fez uma veemente defesa da importância dos concursos de beleza para a emancipação da mulher – o concurso provocou grandes manifestações contrárias a ele em Chipre feitas por grupos religiosos e movimentos feministas do país – e tornou-se a segunda Miss Universo indiana, após Sushmita Sen, coroada seis anos antes.
Este foi um ano dourado para a Índia nos concursos de beleza, já que além de Dutta no Miss Universo, Priyanka Chopra venceu o Miss Mundo e Dia Mirza venceu o Miss Asia Pacific International, dando uma rara tripla vitória ao país em concursos de beleza de porte internacional.

## Carreira
Em 2001, ela foi indicada Embaixadora da Boa Vontade pelas Nações Unidas, e, transformada em celebridade em seu país,   iniciou carreira como atriz na indústria cinematográfica indiana, conhecida como Bollywood. Seu primeiro filme em hindu, Andaaz, em que ela estrelou ao lado de Chopra, Miss Mundo no mesmo ano em que ela e também iniciando carreira artística, foi um grande sucesso de bilheteria no país e lhe deu o prêmio de Filmfare Award for Best Female Debut, de melhor estreante em filmes indianos, ao lado de Priyanka Chopra. Nos anos seguintes estabeleceu-se como um das mais populares atrizes do país, estrelando alguns dos maiores sucessos de bilheteria do cinema indiano como No Entry (2005), Bhagam Bhag (2006), Partner (2007) e Housefull (2010).
Depois de uma temporada fora das telas, causada pela gravidez e nascimento de sua filha com o marido Mahesh Bhupathi, famoso tenista indiano, em 2011 iniciou-se como produtora de filmes, lançando e estrelando Chalo Dilli, uma comédia on-the-road de razoável sucesso no país.